# Ковалёв, Алексей Сергеевич
Алексей Сергеевич Ковалёв (5 марта 1920 года, станица Михайловская, Армавирский отдел, Кубано-Черноморская область — 18 января 2003 года, станица Михайловская, Курганинский район, Краснодарский край) — тракторист колхоза имени Ленина Курганинского района Краснодарского края. Герой Социалистического Труда (1966).

## Биография
Родился в 1920 году в крестьянской семье в станице Михайловская. Окончил пять классов в местной школе. С 1935 года трудился помощником тракториста в местном колхозе (позднее — колхоз имени Ленина Курганинского района). После окончания двухмесячных курсов механизации работал трактористом в этом же колхозе. В 1940 году призван на срочную службу в Красную Армию. Участвовал в Великой Отечественной войне.
После демобилизации в 1946 году возвратился в родной колхоз. Обучался на курсах механизации в станице Прочноокопская, на которых осваивал управление гусеничным трактором.
Показывал выдающиеся трудовые результаты. Указом Президиума Верховного Совета СССР от 23 июня 1966 года «за успехи, достигнутые в увеличении производства и заготовок пшеницы, ржи, гречихи, риса, других зерновых и кормовых культур и высокопроизводительном использовании техники» удостоен звания Героя Социалистического Труда с вручением Ордена Ленина и золотой медали Серп и Молот.
Проработала в колхозе имени Ленина 52 года до выхода на пенсию. Проживал в родной станице Михайловская, где скончался в январе 2003 года.